# カロンガ
カロンガはマラウイ北部の町で、約2万8千人の人口を擁する（1998年）。

## 地理
タンザニア・ザンビア国境に近く、国境まではそれぞれ約30キロメートル、100キロメートルである。

## 歴史
19世紀後半まで奴隷貿易が行われた。アラブ系商人のムロジがこの地域で積極的に奴隷貿易を行っていたが、イギリスとの幾度かの戦闘を経て捕らえられ、1895年に処刑された。イギリスの植民地化におかれ、第一次世界大戦ではイギリス軍とドイツ軍（現在のタンザニアがドイツの植民地だった）の戦闘が行われた。1964年に独立するとマラウイに属した。1990年代にタンザニアとマラウイを結ぶ道路が整備されたことが、町の経済発展に寄与している。